# Twyford (Derbyshire)
Twyford – wieś w Anglii, w Derbyshire. Twyford jest wspomniana w Domesday Book (1086) jako Tuiforde.